# Lymantria postalba
Lymantria postalba är en fjärilsart som beskrevs av Inoue 1956. Lymantria postalba ingår i släktet Lymantria och familjen tofsspinnare. Inga underarter finns listade i Catalogue of Life.